# Stazione meteorologica di Caronia
La stazione meteorologica di Caronia è la stazione meteorologica di riferimento relativa alla cittadina di Caronia.

## Caratteristiche
La stazione meteorologica si trova nell'Italia insulare, in Sicilia, nel territorio del comune di Caronia, a 302 metri s.l.m. e alle coordinate geografiche 38°01′24.92″N 14°26′35.65″E.

## Medie climatiche ufficiali

### Dati climatologici 1985-2015
In base alla media trentennale di riferimento (1985-2015), la temperatura media dei mesi più freddi, gennaio e febbraio, si attesta a +12,4 °C; quella del mese più caldo, agosto, è di +27,2 °C.
| Caronia (1985-2015) | Mesi | Mesi | Mesi | Mesi | Mesi | Mesi | Mesi | Mesi | Mesi | Mesi | Mesi | Mesi | Stagioni | Stagioni | Stagioni | Stagioni | Anno |
| Caronia (1985-2015) | Gen  | Feb  | Mar  | Apr  | Mag  | Giu  | Lug  | Ago  | Set  | Ott  | Nov  | Dic  | Inv      | Pri      | Est      | Aut      | Anno |
| ------------------- | ---- | ---- | ---- | ---- | ---- | ---- | ---- | ---- | ---- | ---- | ---- | ---- | -------- | -------- | -------- | -------- | ---- |
| T. max. media (°C)  | 15,8 | 16,1 | 17,9 | 20,8 | 25,1 | 28,8 | 31,9 | 32,5 | 28,9 | 25,7 | 21,4 | 17,0 | 16,3     | 21,3     | 31,1     | 25,3     | 23,5 |
| T. min. media (°C)  | 8,9  | 8,6  | 9,6  | 12,0 | 15,4 | 18,8 | 21,8 | 21,9 | 19,7 | 16,7 | 13,2 | 10,3 | 9,3      | 12,3     | 20,8     | 16,5     | 14,7 |

## Valori estremi

### Temperature estreme mensili dal 1985 ad oggi
Nella tabella sottostante sono riportate le temperature massime e minime assolute mensili, stagionali ed annuali dal 1985 ad oggi, con il relativo anno in cui si queste si sono registrate. La massima assoluta del periodo esaminato di +45,1 °C risale all'agosto 1999, mentre la minima assoluta di -0,5 °C è del dicembre 2014.
| Caronia (1985-2023)   | Mesi              | Mesi        | Mesi        | Mesi                    | Mesi        | Mesi        | Mesi               | Mesi        | Mesi        | Mesi        | Mesi        | Mesi        | Stagioni | Stagioni | Stagioni | Stagioni | Anno |
| Caronia (1985-2023)   | Gen               | Feb         | Mar         | Apr                     | Mag         | Giu         | Lug                | Ago         | Set         | Ott         | Nov         | Dic         | Inv      | Pri      | Est      | Aut      | Anno |
| --------------------- | ----------------- | ----------- | ----------- | ----------------------- | ----------- | ----------- | ------------------ | ----------- | ----------- | ----------- | ----------- | ----------- | -------- | -------- | -------- | -------- | ---- |
| T. max. assoluta (°C) | 28,1 (1988)       | 29,0 (2010) | 36,0 (2001) | 33,5 (1985)             | 37,8 (1994) | 43,0 (2007) | 44,1 (1998)        | 45,1 (1999) | 40,8 (2015) | 41,0 (1999) | 30,9 (2002) | 29,7 (2010) | 29,7     | 37,8     | 45,1     | 41,0     | 45,1 |
| T. min. assoluta (°C) | 0,8 (1999 e 2013) | 0,5 (2009)  | 0,6 (1987)  | 5,0 (1987, 1997 e 2014) | 6,7 (1985)  | 9,8 (2001)  | 16,0 (2010 e 2013) | 17,0 (2013) | 12,9 (2011) | 8,0 (2007)  | 4,0 (1995)  | −0,5 (2014) | −0,5     | 0,6      | 9,8      | 4,0      | −0,5 |